# John Gast
John Walter Gast (né le 16 février 1989 à Altamonte Springs, Floride, États-Unis) est un lanceur gaucher des Ligues majeures de baseball sous contrat avec les Cardinals de Saint-Louis.

## Carrière
John Gast est d'abord un choix de cinquième ronde des Rangers du Texas au repêchage amateur de 2007 mais il ne signe aucun contrat avec le club, s'engageant plutôt à l'Université d'État de Floride où il porte les couleurs des Seminoles de Florida State. Sa première saison là-bas est marquée par une opération de type Tommy John au coude dont il récupère suffisamment bien pour poursuivre sa carrière et être repêché en sixième ronde par les Cardinals de Saint-Louis en 2010.
Il entreprend sa carrière professionnelle en ligues mineures dès 2010 et gradue rapidement pour atteindre le niveau Triple-A en 2012. Fort d'un excellent début de saison 2013 où il maintient une brillante moyenne de points mérités de 1,16 après six départs pour les Redbirds de Memphis, le club-école des Cardinals de Saint-Louis, il est appelé au niveau majeur en mai pour prendre la place de Jake Westbrook, blessé, dans la rotation de lanceurs partants du grand club. Gast effectue son premier départ dans le baseball majeur le 14 mai 2013 et savoure sa première victoire lorsque les Cardinals ont le dessus 10-4 sur les Mets de New York.